# Rape and revenge
Rape and revenge (Gwałt i zemsta) − podgatunek kina eksploatacji. Większość filmów rape/revenge posiada trójaktową strukturę:
- Akt I: Kobieta jest gwałcona, torturowana i pozostawiona na pewną śmierć.
- Akt II: Kobieta przeżywa, a następnie dochodzi do zdrowia.
- Akt III: Kobieta zabija wszystkich swoich gwałcicieli.

Wybrane filmy z gatunku: Pluję na twój grób, Nędzne psy, Baise Moi, Lipstick, Thriller − A Cruel Picture, Ms. 45, Suddent Impact i I Drink Your Blood.